# Pseudophoxinus hasani
 Pseudophoxinus hasani és una espècie de peix cipriniforme de la família dels ciprínids que es troba a Síria.